# Samuel Mbairabé Tibingar
Samuel Mbairabé Tibingar (* 27. Juli 1972 in Sarh) ist ein tschadischer Geistlicher und römisch-katholischer Bischof von Koumra.

## Leben
Samuel Mbairabé Tibingar studierte Philosophie und Theologie am interdiözesanen Priesterseminar in N’Djamena und empfing am 26. November 2005 das Sakrament der Priesterweihe für das Erzbistum N’Djaména.
Nach ersten Aufgaben in der Pfarrseelsorge in N’Djamena studierte er von 2007 bis 2011 in Rom am Päpstlichen Bibelinstitut, wo er das Lizenziat in biblischer Theologie erwarb. Anschließend studierte er von 2011 bis 2016 an der Theologischen Fakultät von Mittelitalien in Florenz, wo er zum Dr. theol. promoviert wurde. Während dieser Zeit war er im Ortsteil Lucardo Alto von Montespertoli in der Pfarrseelsorge tätig. Ab 2017 war er am interdiözesanen Priesterseminar in Sarh als Ausbilder und Regens tätig. Ab 2021 war er Generalvikar des Erzbistums N’Djaména.
Papst Franziskus ernannte ihn am 12. August 2023 zum ersten Bischof des mit gleichem Datum errichteten Bistums Koumra. Der Erzbischof von N’Djaména, Edmond Jitangar, spendete ihm am 11. November desselben Jahres auf dem Gelände der Université Saint Charles Lwanga in Koumra die Bischofsweihe. Mitkonsekratoren waren der Apostolische Nuntius im Tschad, Erzbischof Giuseppe Laterza, und der Bischof von Sarh, Miguel Ángel Sebastián Martínez MCCJ.